# 长葛一峰城市广场
长葛一峰城市广场是位于长葛市的一个集购物、娱乐、酒店、商务、居住、休闲为一体的现代化城市综合体，由购物中心、商务、公寓等组成，河南一峰实业有限公司投资、经营管理。2012年9月25日城市广场购物中心正式开业。

## 简介
地处长社路与文化路交叉口，占地面积14.6亩，总建筑面积7.2万平米，总投资2.2亿元。广场引进了国美电器、奥斯卡影院、豪享来、德克士、百丽集团、滔搏运动等知名商贸企业，提供2000多个就业岗位，年缴税金上千万元。